# 1265 Швайкарда
1265 Швайкарда (1265 Schweikarda) — астероїд головного поясу, відкритий 18 жовтня 1911 року.
Тіссеранів параметр щодо Юпітера — 3,219.